# Carevo novo ruho (1961.)
Carevo novo ruho, hrvatski dugometražni film iz 1961. godine.